# 프라크리트어
프라크리트어(प्राकृत)는 베다 산스크리트어가 각 지역에 퍼지면서 방언화된 인도아리아어군 방언들의 총칭으로, 기원전 3세기경부터 기원후 8세기까지 인도 아대륙에서 사용되었다. 일반적으로 초기 비문과 후기 팔리어를 제외한 중세 중기 인도아리아어군을 가리킨다.
산스크리트어가 인도 아대륙의 여러 나라에서 문학, 공식 및 종교 목적으로 사용되는 표준어로 간주된 반면 프라크리트어는 지역 방언으로 간주되었으며, 고전 산스크리트어와 함께 슈라마나의 기록 언어로 사용되었다.